# Saman Giraud
Saman Giraud (* in Wien) ist eine österreichische Schauspielerin mit iranischen Wurzeln, geboren und aufgewachsen in Wien.

## Werdegang
Giraud besuchte das Lycée Français de Vienne. Aufgrund ihrer mehrsprachigen Erziehung spricht sie fließend Deutsch, Englisch, Französisch und Persisch.
Im Alter von 13 Jahren stand Giraud zum ersten Mal auf der Bühne und spielte die Hauptrolle des Willibald in Johann Nestroys Die schlimmen Buben in der Schule im Studio Molière in Wien unter der Regie von Susanne Pollak.
Während ihrer Zeit an der Universität Wien zog sie nach New York City, um dort bis 2007 Schauspiel am Lee Strasberg Theatre & Film Institute zu studieren. Sie lebte dort mehrere Jahre. In der Zeit schrieb sie ihr erstes Drehbuch M4 – My Many Married Men, ein 20-minütiger Kurzfilm, in dem sie die Hauptrolle Valerie verkörperte, und produzierte das Projekt gemeinsam mit New Rhode Films. Die Dreharbeiten fanden in New York City statt. Das Projekt wurde zum größten Teil durch Crowdfunding finanziert und wurde von dem US-Entertainment Magazin TheWrap als eines der Top-12 Crowdfunding-Projekte der USA gewählt, die eine Erfolgsaussicht haben. Für ihre Darbietung in M4 gewann Giraud unter anderem den Best Actress Award beim Delhi Shorts International Film Festival.
Zurück in Wien stand sie 2017 wieder auf der Bühne und spielte die Hauptrolle „Zarina“ in der Europapremiere des Theaterstücks The Who and the What von Pulitzerpreisgewinner Ayad Akhtar unter der Regie von Joanna Godwin-Seidl im Theater Drachengasse. Aufgrund des großen Erfolges, folgte eine Wiederaufnahme.
2018 feierte Giraud ihr Debüt am Vienna’s English Theatre. In Florian Zellers The Lie verkörperte sie die Rolle der „Laurence“ unter der Regie von Sean Aita.
Seit 2018 arbeitet sie vermehrt im Film und Fernsehen unter anderem mit Regisseuren wie David Schalko an M – Eine Stadt sucht einen Mörder, dessen Premiere am 12. Februar 2019 im Rahmen der Reihe Berlinale Series auf der 69. Berlinale stattfand. Unter der Regie von Christopher Schier in Die Ibiza Affäre, Tomasz E. Rudzik Unterm Apfelbaum, Lars Becker Millionenraub, Christiane Balthasar Die Drei von der Müllabfuhr, Katina Medina-Mora Emily in Paris, Gunnar Fuss Solo für Weiss, Robert Thalheim im Schwarzwald-Tatort Ins Auge Sehen, Mirjam Unger Biester und vielen mehr.

## Filmografie (Auswahl)
- 2014: M4 – My Many Married Men (Kurzfilm), Regie: Saman Giraud & James St. Vincent
- 2019: M – Eine Stadt sucht einen Mörder (Fernsehserie), Regie: David Schalko
- 2021: Die Ibiza Affäre (Fernsehserie), Regie: Christopher Schier
- 2022: Unterm Apfelbaum – Einsturzgefährdet (Fernsehreihe), Regie: Tomasz E. Rudzik
- 2022: Unterm Apfelbaum – Panta Rhei (Fernsehreihe), Regie: Tomasz E. Rudzik
- 2022: Emily in Paris – Fashion Victim (Fernsehserie), Regie: Katina Medina Mora
- 2023: Solo für Weiss – Liebeswut (Fernsehreihe), Regie: Gunnar Fuss
- 2023: Der Millionen Raub (Fernsehfilm), Regie: Lars Becker
- 2024: Biester (Fernsehserie), Regie: Mirjam Unger
- 2024: SOKO Leipzig – Direkt ins Herz (Fernsehserie), Regie: Sven Fehrensen
- 2024: SOKO Köln – Mord aus Liebe (Fernsehserie), Regie: Christoph Heininger
- 2024: Doktor Ballouz – Ein Sturm zieht auf (Fernsehserie), Regie: Peter Ladkani
- 2025: Morden im Norden (Fernsehserie), Regie: Dirk Pientka u. a.
- 2025: Tod am Rennsteig – Haus der Toten (Fernsehreihe), Regie: Carolina Hellsgård
- 2025: Die Drei von der Müllabfuhr – Schutzgeld (Fernsehreihe), Regie: Christiane Balthasar

## Theater
- 2017: The Who & The What, Rolle: Zarina, Regie: Joanna Godwin-Seidl, Theater Drachengasse, Wien
- 2018: The Lie, Rolle: Laurence, Regie: Sean Aita, Vienna’s English Theatre, Wien
- 2019: Die auf dem Zaun reitet, Rolle: Lilith, Regie: Ursula Leitner, Spielbar Ensemble / Werk X Petersplatz, Wien
- 2019: Le ciel bleu, Rolle: N.N., Regie: Aron Malek, Arts d’Azur du Broc, Frankreich